# Premios CODiE

Los premios CODiE son entregados anualmente por la Software and Information Industry Association galardonando la excelencia en el desarrollo de software dentro de la industria de TI.
El programa de Premios CODiE ha tratado de difundir los productos y servicios de software en la industria de TI y de honrar la excelencia en la calidad y otros esfuerzos filantrópicos. Es uno de los pocos programas de premios en la industria de software, dándole la oportunidad a que las compañías puedan ganarse el respeto y reconocimiento de sus competidores.
El nombre "CODiE" se deriva de la palabra código, que significa el conjunto de instrucciones necesarias para crear un programa de computadora.

## Historia
En 1986 el programa llamado Excellence in Software Awards (Premios a la Excelencia del Software) fue establecido por la Software Publishers Association (SPA), hoy en día conocida como la Software and Information Industry Association (SIIA), para que los pioneros en aquella época de la incipiente industria del software pudieran reconocer el trabajo de sus colegas. En 1993, el premio Excellence in Software Award se convirtió en el premio CODiE.
Ganadores pasados de éste premio incluyen compañías como Adobe, Cision, Jigsaw, Netsuite, Red Hat, Rosetta Stone, Salesforce.com, Digimind, Vocus, WSJ.com entre otras.